# 3680 Sasha
3680 Sasha eller 1987 MY är en asteroid i huvudbältet som upptäcktes den 28 juni 1987 av den amerikanske astronomen Eleanor F. Helin vid Palomar-observatoriet. Den är uppkallad efter Carl Sagan och Ann Druyan´s dotter, Alexandra Rachel Druyen Sagan.
Den tillhör asteroidgruppen Flora.